# Fontaine (Territori de Belfort)
Fontaine és un municipi francès, es troba al departament del Territori de Belfort i a la regió de Borgonya - Franc Comtat. L'any 1999 tenia 524 habitants.

## Geografia
El municipi està situat a 12 km de Belfort, capital de departament.

## Demografia
| 1962 | 1968 | 1975 | 1982 | 1990 | 1999 |
| ---- | ---- | ---- | ---- | ---- | ---- |
| 298  | 291  | 373  | 353  | 435  | 524  |